# Mima, Tokushima
Mima (美馬市 Mima-shi) là một thành phố thuộc tỉnh Tokushima, Nhật Bản.